# Zaouiat Sidi Ben Hamdoun
Zaouiat Sidi Ben Hamdoun  (in arabo زاوية سيدي بنحمدون‎?) è un centro abitato e comune rurale del Marocco situato nella provincia di Berrechid, regione di Casablanca-Settat. Conta una popolazione di 9 521 abitanti (censimento 2014).